# Wilhelm I (książę Bergu)
Wilhelm I (II) (zm. 25 czerwca 1408 r.) – hrabia Bergu i hrabia Ravensbergu od 1360 r., w 1380 r. podniesiony do rangi księcia Bergu. 

## Życiorys
Wilhelm był jedynym synem hrabiego Bergu i Ravensbergu Gerarda i Małgorzaty, córki hrabiego Ravensbergu Ottona. Gerard zginął w 1360 i Wilhelm objął po nim dziedzictwo, początkowo wspólnie z matką. W 1363 poślubił Annę, córkę palatyna reńskiego Ruprechta II z rodu Wittelsbachów. Ze związku tego pochodziło sześcioro dzieci:
- Adolf (zm. 1437), następca ojca jako książę Bergu i hrabia Ravensbergu, ponadto książę Jülich,
- Gerard (zm. 1435),
- Robert (zm. 1394),
- Wilhelm (zm. 1428),
- Małgorzata (zm. 1442), żona księcia Brunszwiku-Getyngi Ottona I,
- Beatrycze (zm. 1395), żona palatyna reńskiego Ruprechta I Wittelsbacha (niemal 70-letniego w chwili ślubu stryja matki Beatrycze).

Wilhelm próbował poszerzać granice księstwa, ze zmiennym szczęściem. Był przyjacielem wybranego w 1376 na króla Niemiec Wacława IV Luksemburskiego. Służył wiernie zarówno Wacławowi, jak i jego ojcu Karolowi IV Luksemburskiemu. Tej zażyłości zawdzięczał wyniesienie go w 1380 przez Wacława do godności księcia Rzeszy (jako księcia Bergu). Wacław pozwolił także zrealizować plany Wilhelma w zakresie ustanowienia ceł, m.in. zgadzając się na ich pobieranie w Düsseldorfie. Polityka celna Wilhelma doprowadziła jednak do jego konfliktu z arcybiskupem Kolonii Fryderykiem III z Saarwerden, zakończonego rozejmem w 1387. 
Wilhelm nie tylko pragnął dochodów z ceł w Düsseldorfie, ale także od 1386 uczynił z tego miasta swoją rezydencję i dbał o jego rozwój. Rozbudowywał budynki użyteczności publicznej starając się nadać miejscowości charakter rezydencji książęcej. 
W 1395 Wilhelm wywołał konflikt z hrabią Mark Dytrykiem, którego wspomógł jego brat, hrabia Kleve Adolf II. W 1397 Wilhelm wkroczył ze swoimi wojskami na tereny hrabstwa kliwijskiego, ale w wyniku bitwy pod Kleverhamm dostał się wraz ze swym wojskiem do niewoli. Wykup z niewoli kosztował wysokie sumy, ponadto musiał zwolnić z ceł poddanych hrabiów Mark i Kleve. Dalsze lata życia wypełniły Wilhelmowi zmagania ze swoimi synami Adolfem, Gerardem i Wilhelmem, którzy wystąpili przeciwko ojcu. W 1404 Adolf uwięził ojca i objął władzę w Bergu, został jednak zmuszony do ustąpienia w 1405 przez króla Niemiec Ruprechta Wittelsbacha. Wilhelm ostatecznie przekazał jednak Adolfowi większość władzy w księstwie.